# Eperheide (helling)
De Eperheide is een heuvel genoemd naar de gelijknamige buurtschap op de top in het Heuvelland gelegen nabij Epen in het zuiden van de Nederlandse provincie Limburg.

## Wielrennen
De helling is sinds 1968 meermaals opgenomen in de klassieker Amstel Gold Race, ook in 2025. De klim wordt eenmaal bedwongen, als veertiende klim na het Vijlenerbos en voor de Gulperberg.